# Wollaston Lake Airport
Wollaston Lake Airport är en flygplats i Kanada.   Den ligger i provinsen Saskatchewan, i den centrala delen av landet, 2 300 km nordväst om huvudstaden Ottawa. Wollaston Lake Airport ligger 410 meter över havet.
Terrängen runt Wollaston Lake Airport är platt. Trakten runt Wollaston Lake Airport är nära nog obefolkad, med mindre än två invånare per kvadratkilometer.. 
Omgivningarna runt Wollaston Lake Airport består huvudsakligen av skogstundra.